# Graninge, Nacka kommun
Graninge är en bebyggelse väster om Gustavsberg i  kommundelen Boo i Nacka kommun. Graninge gränsar till Baggensfjärdens östra strand. Här finns Graninge stiftsgård och väser om bebyggelsen Ekobergets naturreservat.